# 1988 AL
1988 AL är en asteroid i huvudbältet som upptäcktes den 15 januari 1988 av de båda japanska astronomerna Seiji Ueda och Hiroshi Kaneda i Kushiro.
Asteroiden har en diameter på ungefär 13 kilometer.